# Zvonimir Mrkonjić
Zvonimir Mrkonjić (Split, 6. lipnja 1938.), hrvatski je akademik.

## Životopis
Zvonimir Mrkonjić rođen je i odrastao je u Splitu, a u Zagreb preselio se poslije završene srednje škole. Diplomirao je 1961. godine komparativnu književnost i francuski jezik na Sveučilište u Zagrebu.
Mrkonjić se za kazalište i poeziju interesirao još tijekom studija. Studirao je redateljstvo na Akademiji dramske umjetnosti u Zagrebu, kao jedan od posljednjih studenata hrvatskog redatelja Branka Gavelle. Nekoliko godina kasnije je radio kao scenarist i direktor u kazalištu Gavella.
Mrkonjić je bio urednik novina Telegram i kazališnog časopisa Prolog.
Redoviti je član Hrvatske akademije znanosti i umjetnosti.

## Djela
Nepotpun popis:
- Gdje je što, 1962.
- Zemljovid, 1964.
- Dan, 1968.
- Knjiga mijena, 1972.
- Bjelodano crnonoćno, 1976.
- Nadnevak, 1977.
- Zvonjelice, 1980.
- Ogledalo mahnitosti, 1985.
- Pisma u bijelo, 1989.
- Put u Dalj, 1992.
- Šipanski soneti, 1992.
- San, magla i ništa, 1996.
- Kao trava, 1998.
- Gonetanje gomile, 2002.

## Nagrade
- 2006.: Nagrada Matice hrvatske za književnu i umjetničku kritiku "Antun Gustav Matoš".
- 2008.: Nagrada Vladimir Nazor.
- 2021.: Demetrova nagrada za životno djelo.[4]

## Vanjske poveznice
- HAZU: akademik Zvonimir Mrkonjić (životopis)
- Hrvatsko društvo pisaca: Zvonimir Mrkonjić (hrv.) (engl.)